# Chorizanthe turbinata
Chorizanthe turbinata är en slideväxtart som beskrevs av Ira Loren Wiggins. Chorizanthe turbinata ingår i släktet Chorizanthe och familjen slideväxter. Inga underarter finns listade i Catalogue of Life.